# Antoine de Balzac
Antoine de Balzac (mort à Ambierle le 3 novembre 1494) est un ecclésiastique français qui est évêque de Valence et de Dié de 1474 à 1491.

## Biographie
Antoine est issu de la famille des Balzac (ou Balsac) d'Entraigues. Fils de Jean Ier. Il est le frère de Rauffet de Balsac et de Robert, sénéchal de l'Agenais, et de Pierre, abbé de Vézelay. 

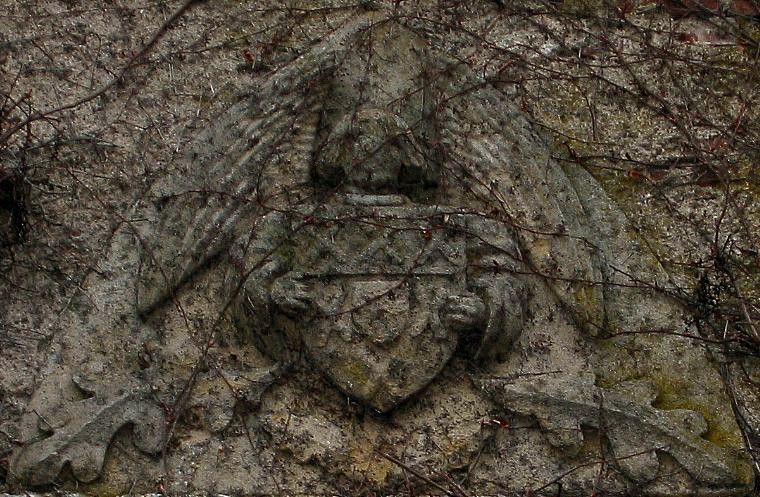
Pierre sculptée aux armes d'Antoine de Balzac d'Entraigues au Moûtier de Jaligny.

Dominicain, il obtient du général de son ordre la permission de cumuler les bénéfices ecclésiastiques ; il devient ainsi prieur de Saint-André de Gimard, au diocèse d'Auch, et de Saint-Gatin dans l'Isère. Il est également abbé-prieur d'Ambierle, au diocèse de Lyon, de 1435 à 1491, abbé de Savigny et prieur commendataire du Saint-Sépulcre de Jaligny. Il reçoit enfin l'autorisation d'accepter les évêchés de Valence et de Die auxquels le pape le nomme à la demande du roi Louis XI. Le chapitre de chanoines de Valence manifeste à cette occasion son mécontentement.
Bien qu'évêque outre-Rhône, il réside en fait à Ambierle qu'il restaure et où il se retire en 1491. Il fait édifier la grande sacristie de Cathédrale Saint-Apollinaire de Valence en 1488 et le campanile de la cathédrale de Die. Il meurt à Ambierle le 3 novembre 1494.